# جون لويس إميل دراير
جون لويس اميل دراير (بالدنماركية: Johan Ludvig Emil Dreyer)‏ (14 سبتمبر 1926 - 13 فبراير 1852)، عالم فلك دنماركي ايرلندي. ولد في كوبنهاغن، 13 فبراير 1852، وتوفي في أكسفورد، 14 سبتمبر 1926
- الأب - جون كريستوفر
- الزوجة- كاثرين TUTHILL
- الأطفال - ثلاثة أبناء وابنة واحدة
- العنوان: مرصد ارماغ ، 1882-1916[7]

كانت له مساهمة كبيرة في الفهرس العام الجديد (على أساس كتالوج السدم لوليام هيرشل)
كان دراير أيضا مؤرخ في علم الفلك. في عام 1890 نشر سيرة عن الفلكي الدنماركي تيخو براهي،

## روابط خارجية
- جون لويس إميل دراير على موقع الموسوعة البريطانية (الإنجليزية)